# Shtandart
|  | Per a altres significats, vegeu «Shtandart (1999)». |

La fragata Shtandart (en rus: Штандартъ, que significa estendard en rus) va ser el primer vaixell de la flota del Bàltic de Rússia i vaixell insígnia del tsar Pere I el Gran.
Es va llançar el 24 d'abril de 1703 des de la drassana d'Olonetsky, prop d'Olonets, pel decret del tsar Pere I i ordenat pel comandant Aleksandr Ménxikov. El vaixell va ser construït per l'armador holandès Vybe Gerens sota la supervisió directa del tsar. Va ser el primer vaixell insígnia de l'Armada Imperial Russa i va estar en servei fins a 1727.
El nom Shtandart també es va utilitzar per anomenar als iots reials dels tsars fins a la Revolució russa de 1917. El vaixell reial del tsar Nicolau II va ser l'últim d'aquesta sèrie.

## El primerShtandart(1703)

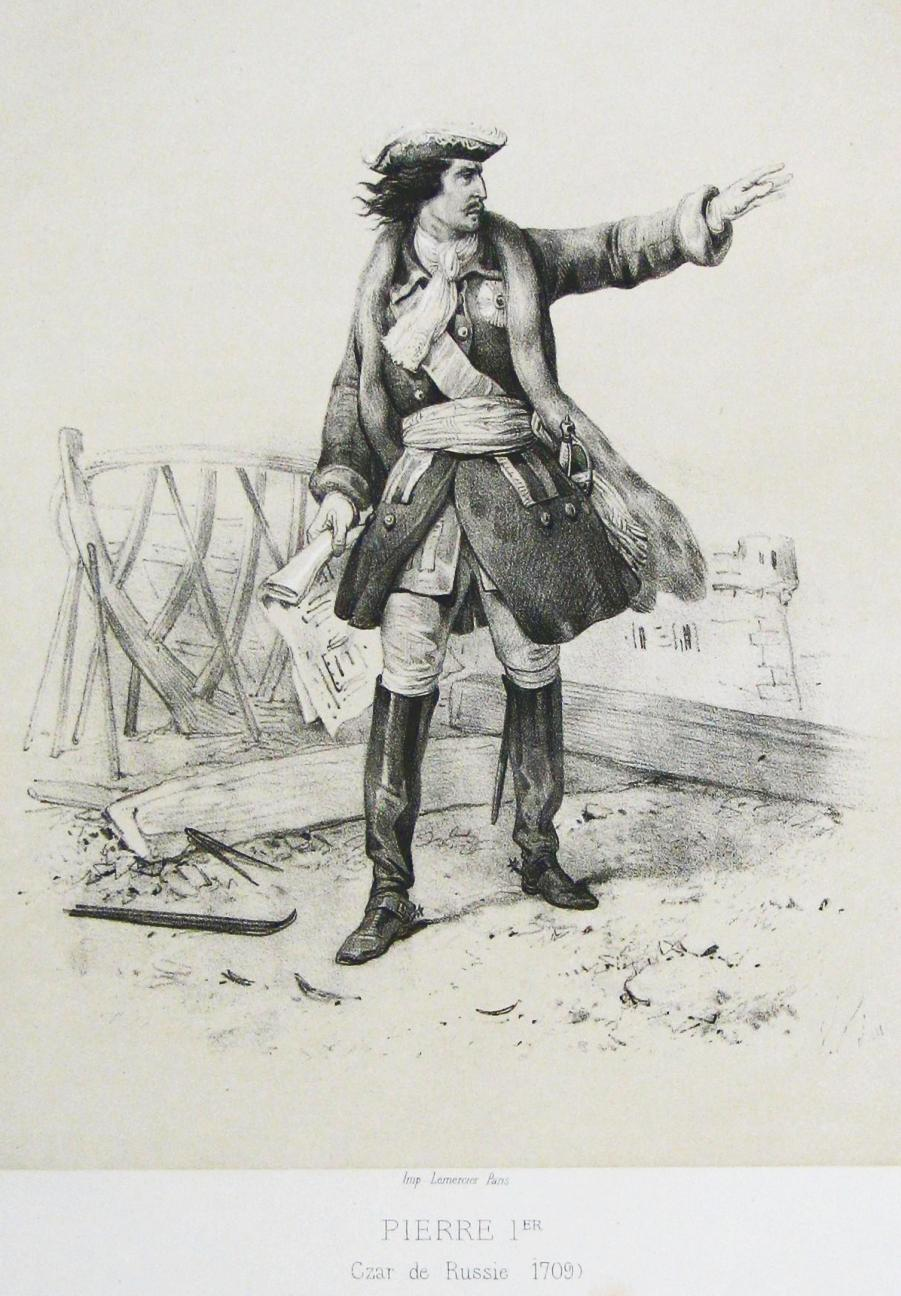
L'emperador Pere I en una drassana (Lemersoue, 1709)

El nom Shtandart significa el desig de Pere I el Gran de tenir accés a la mar Bàltica, que en el moment de la construcció del Shtandart era dominada per l'Imperi Suec. El pla per prendre a Suècia el control de la mar Bàltica es va iniciar després que la Gran Ambaixada de Pere I acabés en 1698.
El nom es refereix més directament a un distintiu naval creat per a la nova Flota del Bàltic, del qual el Shtandart era el primer vaixell. Finalment, l'objectiu de Pere I es va concretar després de derrotar de manera decisiva les forces sueques en la batalla de Poltava en 1709, un punt d'inflexió per a Rússia en la Gran Guerra del Nord (1700-1721).
El disseny del Shtandart combina les tècniques d'escoles de construcció naval anglesa i holandesa. L'estructura del vaixell és ample, pràcticament quadrat, i el doble fons del vaixell és pla. L'alt aparell de les veles és a l'estil anglès. La fragata es va llançar el 22 d'agost de 1703 i va partir el 8 de setembre de 1703 cap a de Sant Petersburg.

### ElShtandarti Pere I

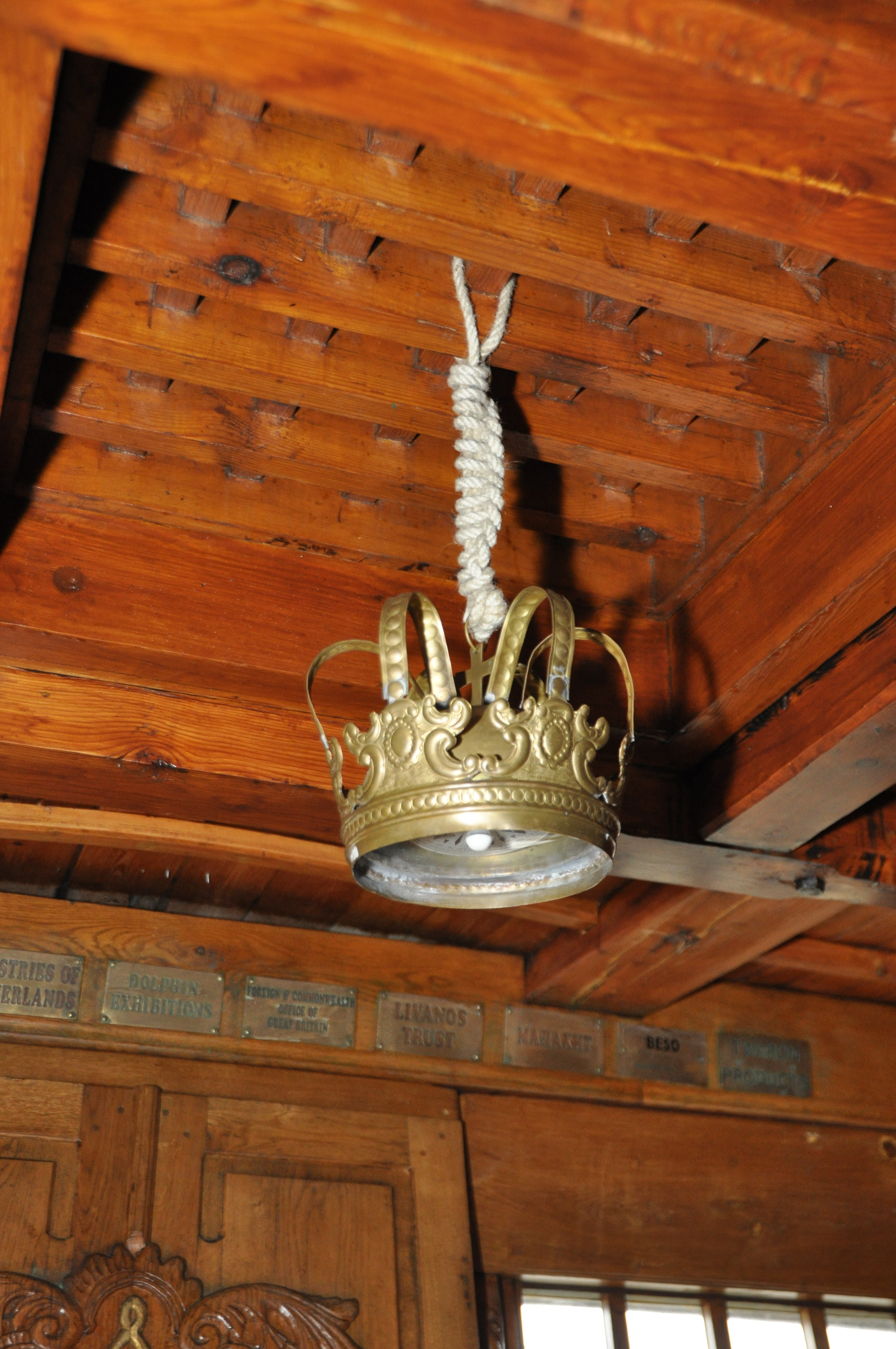
Brúixola del Shtandart (en la rèplica del vaixell de 1999)

El Shtandart es va construir en només cinc mesos, i la participació personal del tsar Pere I va accelerar la construcció. Pere I havia après tècniques de construcció naval dels holandesos durant la gira de la Gran Ambaixada per Europa occidental (1697-1698), i va navegar amb el Shtandart com a capità sota el malnom de Peter Mihajlov en el seu primer viatge d'Olonets a Sant Petersburg al setembre de 1703.
A la gran cabina hi havia una brúixola penjada sobre una taula que només es podia llegir des de la part inferior. Una llegenda russa diu que aquesta brúixola penjava sobre l'hamaca de Pere I i, que quan es despertava, sempre comprovava la brúixola per assegurar-se que la fragata navegava en rumb correcte.

### Restauracions i destrucció
El Shtandart va ser restaurat el 1710 i es van afegir quatre canons al seu armament, convertint-se en una fragata de 28 canons.
El vaixell va ser posat en dic sec el 1711 per substituir diverses quadernes.
En 1727, Caterina I va ordenar un estudi de la fragata per determinar si era estava en prou bon estat per una altra restauració. Durant un intent d'elevar la nau per sobre de la línia de flotació, el buc es va partir per la meitat pels cables utilitzats en el procés. El Shtandart es va trencar, i Caterina I va ordenar que se'n construís una rèplica. Aquesta ordre no es va dur a terme fins al 1994.

## La rèplica moderna (1999)
El 1994, un petit grup d'aficionats a la navegació dirigit per Vladimir Martus va començar la construcció d'una rèplica del vaixell. Martus va desenvolupar una nova disposició del Shtandart, que va ser construïda amb quatre mampares, dividint-la en cinc compartiments. El «Projecte Shtandart» (una organització no comercial dedicada al desenvolupament de la joventut) va llançar una rèplica de la fragata el 4 de setembre de 1999.
La fragata de rèplica té tres pals i el seu desplaçament és de 220 tones. Té una longitud de 25,88 metres de longitud en la seva línia central, 27,5 metres de llarg en la coberta i 34,5 metres de llarg en total. El Shtandart té 7,0 metres d'amplada i un calat de 3,0 - 3,3 m. El vaixell està dissenyat per assolir velocitats entre 8-9 nusos amb vela i, amb els motors auxiliars, pot arribar fins als 13 nusos (25 km/h). La tripulació del vaixell original de 1703 era d'entre 120 i 150 mariners; la tripulació moderna es compon de 30 alumnes i 10 oficials.